# GNUstep
GNUstep，GNU計劃的專案之一。它將Cocoa（前身為NeXT的OpenStep）Objective-C軟體庫，部件工具箱（widget toolkits）以及其上的應用軟體，以自由軟體方式重新實作。它能夠運行在類Unix作業系統上，也能運作在Microsoft Windows上。

## 歷史
GNUstep最早是由保羅·昆茨（Paul Kunz）與其他在史丹福線性加速器中心的同事所撰寫。最早的目的是為了將NEXTSTEP上的HippoDraw移植到其他平台。但是他們並不是重頭寫出HippoDraw，而是決定把HippoDraw這套軟體所依賴的二進位物件層重寫出來。因此他們寫作了第一版的libobjcX。這個軟體庫，讓他們可以在不更動HippoDraw原始碼的狀況下，把HippoDraw移植到Unix系統下，可以在X視窗系統下運作。1994年，OpenStep規格書出版，他們決定重寫出新的objcX函式庫，把新的API涵蓋進去，這就是我們今天所知的GNUstep。

## 外部連結
- GNUstep.org （页面存档备份，存于） 計畫首頁